# Stazione di Rho
Stazione di Rho vasútállomás Olaszországban, Lombardia régióban, Rho településen.

## Vasútvonalak
Az állomást az alábbi vasútvonalak érintik:
- Domodossola–Milánó-vasútvonal
- Luino–Milánó-vasútvonal
- Stabio/Porto Ceresio–Milánó-vasútvonal
- Torino–Milánó-vasútvonal

## Kapcsolódó állomások
A vasútállomáshoz az alábbi állomások vannak a legközelebb:
- Stazione di Vanzago-Pogliano (Domodossola–Milánó-vasútvonal)
- Stazione di Pregnana Milanese (Torino–Milánó-vasútvonal)
- Stazione di Rho Fiera Milano